# Atenienses de Manatí 2023
Questa voce raccoglie le informazioni riguardanti le Atenienses de Manatí nella stagione 2023.

## Stagione
Le Atenienses de Manatí partecipano al loro secondo campionato di LVSF, classificandosi al quinto posto in regular season: ai play-off scudetto hanno la meglio sulle Criollas de Caguas nei quarti di finale, prima di essere eliminate al turno seguente per mano delle Cangrejeras de Santurce.

## Organigramma societario
Area direttiva
- Presidente: Luis Ernesto Santini

Area tecnica
- Allenatore: Ramón Lawrence

## Rosa
| N° | Nome                 | Ruolo | Data di nascita  | Nazionalità sportiva |
| -- | -------------------- | ----- | ---------------- | -------------------- |
| 3  | Yeleishka Vázquez    | P     | 21 ottobre 1995  | Porto Rico           |
| 4  | Nayka Benítez        | L     | 8 febbraio 1989  | Porto Rico           |
| 5  | Joaliz Cancel        | C     | -                | Porto Rico           |
| 6  | Yaleimid Correa      | L     | 14 marzo 2002    | Porto Rico           |
| 8  | Jonnalys Matos       | C     | 17 agosto 1991   | Porto Rico           |
| 9  | Saelis Báez          | O     | 11 luglio ?      | Porto Rico           |
| 12 | Valeria Flores       | S     | 31 dicembre 2003 | Porto Rico           |
| 13 | Shirley Ferrer       | O     | 23 giugno 1991   | Porto Rico           |
| 19 | Karla Santos         | S     | 28 novembre 1997 | Porto Rico           |
| 21 | Gloria Mutiri        | O     | 3 agosto 2000    | Stati Uniti          |
| 23 | Alondra Vázquez      | S     | 16 agosto 2000   | Porto Rico           |
| 25 | MacKenzi Welsh       | P     | 19 febbraio 1998 | Stati Uniti          |
| 27 | Callie Schwarzenbach | C     | 25 agosto 1999   | Stati Uniti          |
| 28 | Katherine Santiago   | L     | 10 dicembre 1993 | Porto Rico           |

## Mercato
| Acquisti | Acquisti             | Acquisti        | Acquisti   |
| R.       | Nome                 | da              | Modalità   |
| -------- | -------------------- | --------------- | ---------- |
| C        | Joaliz Cancel        | ?               | definitivo |
| L        | Yaleimid Correa      | Sagrado Corazón | definitivo |
| O        | Saelis Báez          | -               | definitivo |
| S        | Valeria Flores       | Ana G. Méndez   | definitivo |
| O        | Gloria Mutiri        | Oregon          | definitivo |
| S        | Alondra Vázquez      | Evansville      | definitivo |
| P        | MacKenzi Welsh       | -               | definitivo |
| C        | Callie Schwarzenbach | CSU Long Beach  | definitivo |

| Cessioni | Cessioni           | Cessioni           | Cessioni   |
| R.       | Nome               | a                  | Modalità   |
| -------- | ------------------ | ------------------ | ---------- |
| P        | Sydney Hilley      | Athletes Unlimited | definitivo |
| C        | Alison Bastianelli | Athletes Unlimited | definitivo |
| S        | Lindsay Stalzer    | F2 Logistics       | definitivo |
| S        | Ninoshka Vázquez   | Criollas de Caguas | definitivo |
| O        | Aida Bauzá         | -                  | ritirata   |
| C        | Shannon Torregrosa | -                  | ritirata   |
| S        | Génesis Miranda    | -                  | ritirata   |

## Risultati

### LVSF

#### Regular season
| 2 febbraio 2023 Coliseo Gelito Ortega, Naranjito          | Changas de Naranjito    | 3 - 1 | Atenienses de Manatí    | 25-23, 23-25, 25-18, 25-16        |
| 4 febbraio 2023 Coliseo Juan Aubín Cruz Abreu, Manatí     | Atenienses de Manatí    | 3 - 0 | Leonas de Ponce         | 26-24, 25-19, 25-19               |
| 10 febbraio 2023 Coliseo Juan Aubín Cruz Abreu, Manatí    | Atenienses de Manatí    | 2 - 3 | Criollas de Caguas      | 25-27, 26-24, 19-25, 25-21, 9-15  |
| 15 febbraio 2023 Coliseo Juan Aubín Cruz Abreu, Manatí    | Atenienses de Manatí    | 3 - 1 | Valencianas de Juncos   | 25-18, 22-25, 25-18, 25-19        |
| 17 febbraio 2023 Coliseo Carmen Zoraida Figueroa, Corozal | Pinkin de Corozal       | 0 - 3 | Atenienses de Manatí    | 19-25, 19-25, 19-25               |
| 19 febbraio 2023 Coliseo Juan Aubín Cruz Abreu, Manatí    | Atenienses de Manatí    | 1 - 3 | Changas de Naranjito    | 15-25, 25-22, 18-25, 23-25        |
| 24 febbraio 2023 Coliseo Juan Aubín Cruz Abreu, Manatí    | Atenienses de Manatí    | 1 - 3 | Cangrejeras de Santurce | 16-25, 18-25, 25-21, 20-25        |
| 26 febbraio 2023 Coliseo Salvador Dijols, Ponce           | Leonas de Ponce         | 3 - 2 | Atenienses de Manatí    | 19-25, 25-21, 21-25, 25-23, 18-16 |
| 1º marzo 2023 Coliseo Juan Aubín Cruz Abreu, Manatí       | Atenienses de Manatí    | 3 - 1 | Pinkin de Corozal       | 15-25, 25-19, 25-21, 25-21        |
| 4 marzo 2023 Coliseo Roger L. Mendoza, Caguas             | Criollas de Caguas      | 3 - 1 | Atenienses de Manatí    | 25-18, 23-25, 25-21, 25-22        |
| 8 marzo 2023 Coliseo Rafael Amalbert, Juncos              | Valencianas de Juncos   | 2 - 3 | Atenienses de Manatí    | 22-25, 25-23, 17-25, 25-23, 9-15  |
| 10 marzo 2023 Coliseo Juan Aubín Cruz Abreu, Manatí       | Atenienses de Manatí    | 0 - 3 | Leonas de Ponce         | 20-25, 20-25, 21-25               |
| 15 marzo 2023 Coliseo Juan Aubín Cruz Abreu, Manatí       | Atenienses de Manatí    | 1 - 3 | Criollas de Caguas      | 24-26, 19-25, 25-22, 21-25        |
| 18 marzo 2023 Coliseo Gelito Ortega, Naranjito            | Changas de Naranjito    | 1 - 3 | Atenienses de Manatí    | 14-25, 25-21, 18-25, 24-26        |
| 19 marzo 2023 Coliseo Juan Aubín Cruz Abreu, Manatí       | Atenienses de Manatí    | 3 - 0 | Valencianas de Juncos   | 25-19, 26-24, 25-20               |
| 24 marzo 2023 Coliseo Carmen Zoraida Figueroa, Corozal    | Pinkin de Corozal       | 3 - 0 | Atenienses de Manatí    | 25-23, 25-23, 26-24               |
| 27 marzo 2023 Coliseo Roberto Clemente, San Juan          | Cangrejeras de Santurce | 3 - 1 | Atenienses de Manatí    | 13-25, 25-20, 25-23, 25-19        |
| 2 aprile 2023 Coliseo Roberto Clemente, San Juan          | Cangrejeras de Santurce | 1 - 3 | Atenienses de Manatí    | 19-25, 25-18, 19-25, 21-25        |

#### Play-off
| Quarti di finale (gara 1) - 8 aprile 2023 Coliseo Roger L. Mendoza, Caguas       | Criollas de Caguas      | 2 - 3 | Atenienses de Manatí    | 25-11, 25-22, 29-31, 21-25, 11-15 |
| Quarti di finale (gara 2) - 10 aprile 2023 Coliseo Juan Aubín Cruz Abreu, Manatí | Atenienses de Manatí    | 3 - 1 | Criollas de Caguas      | 26-24, 25-18, 23-25, 25-15        |
| Quarti di finale (gara 3) - 11 aprile 2023 Coliseo Roger L. Mendoza, Caguas      | Criollas de Caguas      | 2 - 3 | Atenienses de Manatí    | 25-21, 17-25, 19-25, 25-20, 6-15  |
| Semifinali (gara 1) - 18 aprile 2023 Coliseo Roberto Clemente, San Juan          | Cangrejeras de Santurce | 3 - 1 | Atenienses de Manatí    | 23-25, 25-21, 21-19, 25-11        |
| Semifinali (gara 2) - 20 aprile 2023 Coliseo Juan Aubín Cruz Abreu, Manatí       | Atenienses de Manatí    | 0 - 3 | Cangrejeras de Santurce | 22-25, 16-25, 22-25               |
| Semifinali (gara 3) - 23 aprile 2023 Coliseo Roberto Clemente, San Juan          | Cangrejeras de Santurce | 2 - 3 | Atenienses de Manatí    | 20-25, 28-26, 25-17, 21-25, 9-15  |
| Semifinali (gara 4) - 25 aprile 2023 Coliseo Juan Aubín Cruz Abreu, Manatí       | Atenienses de Manatí    | 1 - 3 | Cangrejeras de Santurce | 25-20, 23-25, 21-25, 16-25        |
| Semifinali (gara 5) - 27 aprile 2023 Coliseo Roberto Clemente, San Juan          | Cangrejeras de Santurce | 3 - 0 | Atenienses de Manatí    | 28-26, 25-23, 25-16               |

## Statistiche

### Statistiche di squadra
| Competizione | Punti | In casa | In casa | In casa | In trasferta | In trasferta | In trasferta | Totale | Totale | Totale |
| Competizione | Punti | G       | V       | P       | G            | V            | P            | G      | V      | P      |
| ------------ | ----- | ------- | ------- | ------- | ------------ | ------------ | ------------ | ------ | ------ | ------ |
| LVSF         | 25    | 12      | 5       | 7       | 14           | 7            | 7            | 26     | 12     | 14     |
| Totale       | -     | 12      | 5       | 7       | 14           | 7            | 7            | 26     | 12     | 14     |

G = partite giocate; V = partite vinte; P = partite perse